# مامبو

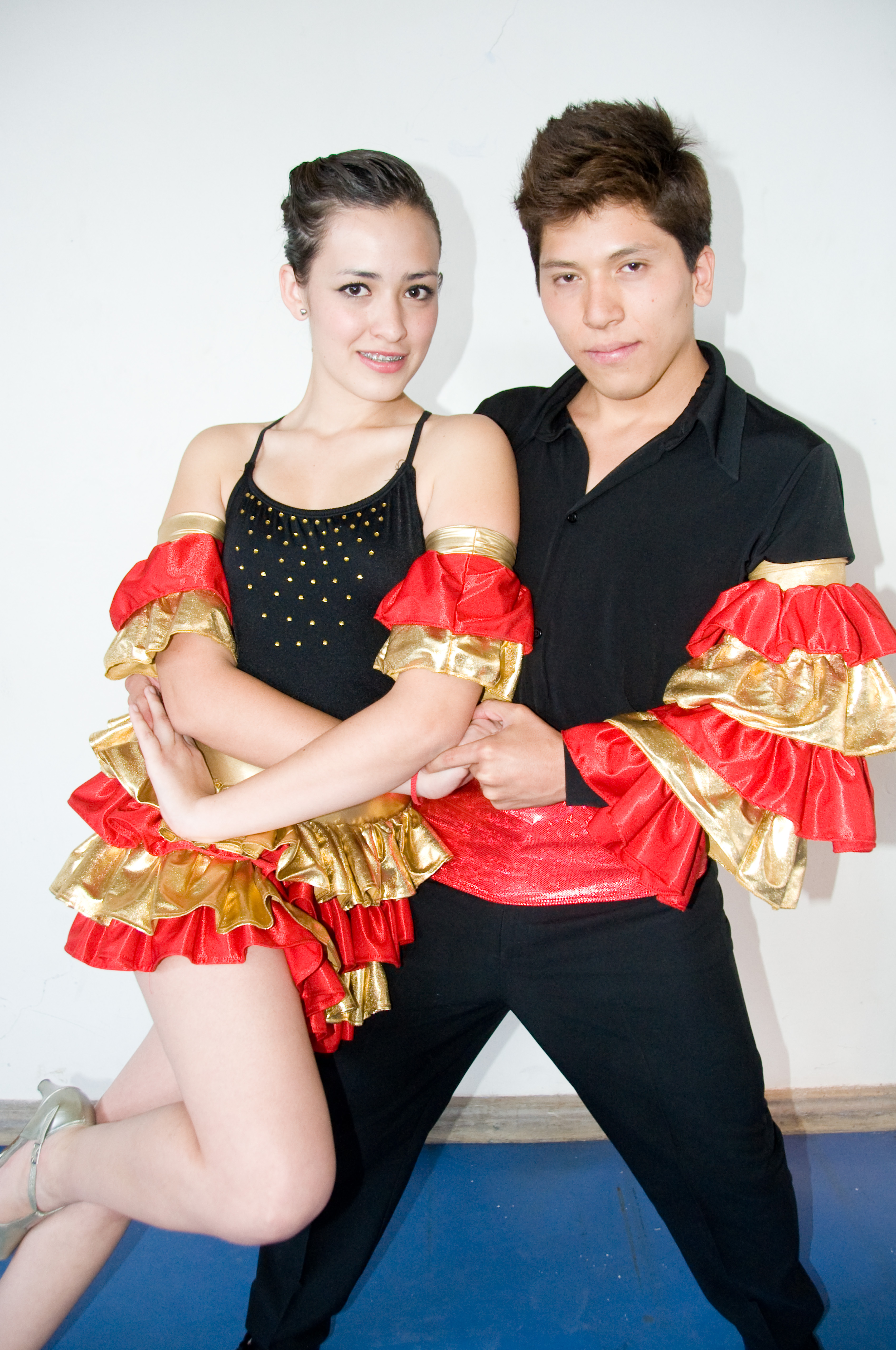
رقصة المامبوو

المامبو هو فن موسيقي ذي أصول كوبية وهو من الطبوع الراقصة هذه الرقصة اشتهرت أيضا عالميا بالعرض الذي قامت به بريجيت باردو في 1956 في فلمها الفضيحة (بالفرنسية: Et Dieu... créa la femme  )‏ و خلق الله المرأة
المامبو هو شكل من أشكال الموسيقى والرقص، موطنه الأصلي في كوبا وظهر لاحقاً في المكسيك والولايات المتحدة على يد فنانين كوبيين عملوا على تطويره هناك، ولاقاً رواجاً عالمياً في أربعينيات خمسينيات القرن الماضي.، ويشكل أساساً لأنماط من الرقص والموسيقى المعاصرة في أمريكا اللاتينية.

## معنى الكلمة
مامبو mambo تعني بلغة الكيغانو الكنغولية وهي إحدى لغات البانتو الأفريقية التي كان تتحدث بها الجماعات التي تم جلبها من وسط أفريقيا إلى كوبا كرقيق، وتعني «محادثة مع الآلهة» أو الصوت في المجموعة الصوتية أي الكورال، في فرنسا تعني تهويدات أو أغاني مقدسة.

## التاريخ
في 1937 قام عازف كوبي في التشيلو أوريستيز لوبيز عضو في في فرقة الدونزون أنطونيو أركنيون إي سوز مارفيلاس« Antonio Arcaño y sus Maravillas » و في الكونتراباس أخوه الأصغر إسرائيل المدعو كاشاو، حيث ألف قطعة موسيقية وإسمها مامبو انطلاقا من النغمة الجديدو للدونزون.
،كانت مصحوبة بحركات راقصة شبيهة بالرقص التقليدي الجماعي الغربي مع إيقاع أفريقي تقليدي.
وفي عام 1948 م حققت موسيقى المامبو نجاحاً على يد الملحن والموسيقار الكوبي بيريز برادو الذي لُقِب بملك المامبو El Rey del Mambo وكان له الفضل في انتشارها عالمياً، وقد ظهر برادو في عدد من مشاهد الأفلام المكسيكية في ذلك الوقت قبل انتقاله إلى الولايات المتحدة.
وفي خمسينيات القرن الماضي بدأت صحيفة نيويورك سيتي الأمريكية في نشر سلسلة مقالات في صفحاتها عما اسمته بـ «ثورة المامبو» الراقصة. وحذت حذوها في نشر الموسيقى شركات التسجيل الأمريكية التي كانت تستخدم مقاطع من موسيقى المامبو عند الإعلان عن اصداراتها الجديدة وعن دروس الرقص حتى غدت موسيقى المامبو ظاهرة ثقافية آنذاك. وفي منتصف الخمسينيات كانت حمى المامبو قد بلغت ذروتها عندما طغت على أعمال كثير من الفرق الموسيقية والرقص وانتشرت في عواصم و حضر بلدان العالم. وفي عام 1943 م أدخل برادو رقصة المامبو لأول مرة في نادي تروبيكا Tropica أشهر أندية الرقص في هافانا آنذاك.
في أربعينيات القرن الماضي قدم الفنان السوداني سيد خليفة موسيقى المامبو ضمن باكورة أعماله الغنائية في القاهرة بعنوان المامبو السوداني وقد تأثر بالراقصة والممثلة الإيطالية الشهيرة سيلفانا مانجانو في أغنيتها «مامبو إيتاليانو» التي أدتها في فيلم آنا في عام 1951 م.

## أصول المامبو
الأصول المعروفة للمامبو هي كوبية والطبع القريب جدا منه هو الدانزون الذي هو أيضا مستنبط من الشارانغا
وصل إلى كوبا في القرن الثامن عشر نمط من الرقص الفولمكلوري يسمى كونترادانزا Contradanza مع قدوم الهايتيين السود إلى الجزيرة وأخذ له اسماً آخر هو دانزا danza (الذي استخدمت فيه ايقاعات شبيهة بإيقاعات التانجو الأرجنتيني ). وبحلول القرن التاسع تطورت موسيقى الدانزا وانتشرت بسرعة ونمت شعبيتها بسبب ما تميزت به من قوة وحيوية على عكس نظيراتها من أنماط الموسيقى الأوروبية التقليدية السائدة آنذاك بالجزيرة الكوبية وعرفت باسم جديد هو دانزون danzón.

## النمط الموسيقى
موسيقى دانزون في جنسها الموسيقى عبارة عن توليفة من موسيقى سنموتانو son montuno الكوبية مع موسيقى سوينغ الأمريكية وإيقاعات إفريقية كانت سائدة في جزيرة هايتي.

## فروع المامبو
تفرعت عن موسيقى المامبو أنواعاً أخرى من الموسيقى الأمريكية اللاتينية ومن بينها تشا تشا تشا Cha-cha-chá وباتشانغا Pachanga، وارتبطت بها لاحقاً أنماط موسيقية أخرى لاقت رواجاً وشهرة عالمية مثل الصالصا التي تتخذ من إيقاع المامبو أساساً لها.

## الآلات المستخدمة في موسيقى المامبو
- الكونغا وهي عبارة عن طبل كوبي يستخدم أيضاً في ايقاعات أغناني الريجي الجامايكية
- طبل التم تم
- البانجو
- البيانو
- الساكسفون
- الجيتار
- الرتمبون
- البوق
- كمان أجهر
- بيانو